# Saara Ranin
Saara Ranin (3 de marzo de 1898 – 3 de marzo de 1992) fue una actriz y directora teatral finlandesa.

## Biografía

### Inicios
Su verdadero nombre era Saara Wilhelmiina Muinonen, y nació en Hamina, Finlandia, siendo la primogéntita de Matti Muinonen (1857-1913) y Wilhelmiina Cajander (1870–1952). Matti Muinonen era un encuadernador, viudo, casado en segundas nupcias con Wilhelmiina. Los hermanos de Saara eran Martti, Paavo, Martta, Erkki, Aaro y Maija. Matti Muinonen falleció el 23 de enero de 1913.
Saara Muinonen se empleó en una librería tras finalizar sus estudios y graduarse. Durante la Guerra civil finlandesa, Saara formó parte de las fuerzas blancas, en las cuales se encontraba también su hermano Aaro, muerto en la contienda. Finalizada la guerra, la familia Muinonen se mudó a Kotka. Allí entró en el Teatro Kotkan Näyttämö, donde llegó a actuar en la obra Pohjalaisia. La directora del teatro, Tilda Vuori, dio impulso a la carrera de Muinonen, dándole papeles cada vez más relevantes. 

### Carrera teatral
Uno de sus primeros papeles destacados fue el del título en la obra de Minna Canth Anna Liisa. Muinonen aprendió en Kotka de actores como Axel Ahlberg, Mimmi Lähteenoja y Hilda Pihlajamäki. Bertha Lindberg, que dirigió el Teatro de Kotka a mediados de los años 1920, dio a Muinonen papeles artísticamente notables, colaborando al desarrollo técnico de la actriz. Uno de esos papeles fue el titular en Elinan surma.
En 1925 llegó a Kotka procedente de Víborg el actor Helge Ranin. Ambos trabajaron juntos en Loikkaus avioliittoon y se enamoraron. Se casaron cuando Helge Ranin se divorció de su esposa. Se mudaron a Tampere, donde Saara Ranin dio a luz a su hijo, Matti Ranin, el 21 de noviembre de 1926. En esa época ella actuó en Tampere en el Tampereen Työväen Teatteri. En la primavera de 1928 el matrimonio fue a trabajar al Tampereen Teatteri, donde ella fue Åse en Peer Gynt y Irja Salo en la comedia de Yrjö Soini Syntipukki. Los papeles de Saara Ranin en esa época solían ser ligeros y precisar habilidades de baile. Por otra parte, para obtener ingresos adicionales, el matrimonio actuó también en giras veraniegas. 
En 1934 Helge Ranin fue nombrado director del Porin Teatteri, en Pori, actuando Saara Ranin en dicho teatro. Además de actuar en operetas y en comedias, formó parte también del reparto de dramas , teniendo gran éxito como Sadie Thompson en Sade. El 16 de diciembre de 1936 se estrenó en dicho teatro la obra de Hella Wuolijoki Niskavuoren naiset, en la que Ranin fue Ilona Ahlgren. Igualmente tuvo los papeles principales en otras dos obras de Wuolijoki, Juurakon Hulda y Justiina, representadas en 1937.
En 1938 Saara Ranin estaba nuevamente embarazada, en esta ocasión de gemelos, pero ambos fallecieron en un parto prematuro. Tras la Guerra de invierno en 1940, Saara Ranin fue a actuar al Kotkan Maakuntateatteri, un nuevo teatro del cual su esposo fue el primer director. Además de actuar, Saara Ranin también ejerció funciones de dirección. Entre sus papeles en dicho teatro figuran el de Åse en Peer Gyntissä y el de Marguerite en La dama de las camelias, entre otros. En 1944 Ranin y su esposo se mudaron a Víborg, pero la guerra con la Unión Soviética dificultaba las representaciones teatrales. Finalmente, en el verano de 1944 hubieron de dejar la ciudad y huir hacia el oeste.
Sin embargo, en el otoño de 1944 el Viipurin kaupunginteatteri pudo representar en gira, con 91 funciones por todo el país. Saara Ranin participó en la misma con una gran éxito artístico y comercial. Desde 1945 a 1947 actuó y dirigió en el Suomen Työväen Teatterissa. Entre las piezas dirigidas por ella, en la cual también actuó, figura Herra Perkins bolshevikkien maassa, de Aleksander Korneitshuk. En el otoño de 1947 Ranin pasó al Helsingin Työväen Teatteri, donde dirigió la obra de temática húngara Viinityttö, con gran éxito de crítica. En 1948 se fusionaron el Helsingin Työväenteatteri y el Helsingin Kansanteatteri, continuando Saara Ranin en el nuevo Helsingin Kansanteatteri-Työväenteatteri hasta 1964. 
Ranin enviudó el 15 de abril de 1952, al fallecer Helge Ranin a causa de una hipertensión, estrenándose cuatro días después la obra de Axel Frische y Fleming Lynge Sisäkkö-Kalle. Además, en esa época también trabajó en el radioteatro, repitiendo su papel de Åse en Peer Gynt junto a su hijo, Matti Ranin. 
Celebrando sus treinta años de carrera en 1951 actuó en la obra de Lilian Hellman Perhesalaisuus. Cinco años después, en una nueva celebración artística, trabajó en la pieza Vapaasunnuntai. El 24 de septiembre de 1955 se estrenó la obra de Mazo de la Roche Jalnan perhe, bajo la dirección de Ture Junttu, en la cual Ranin encarnaba a Adeline. Todos sus trabajos en esa década recibieron una muy buena acogida, siendo una excepción su papel de Henna en la obra de Jalmari Finne Pitkäjärveläisissä (1958).
Su trabajo de dirección en la obra Luxemburgin kreivi, estrenada en 1955, obtuvo una entusiasta crítica, sobre todo por parte de Sole Uexk. Otras obras interpretadas por Ranin fueron Miehen kylkiluu, de Maria Jotuni, y Huominen päivä (1962), de Kyllikki Mäntylä. Su último papel fue el de Brita Sofia Allén en la pieza de Seere Salminen Katariina, kaunis leski (1964). Dirigió por última vez en 1964, siendo la obra llevada a escena Emme ole enkeleitä, de Klára Fehér.

### Carrera cinematográfica
La carrera cinematográfica de Saara Ranin se desarrolló entre 1946 y 1961, aunque en 1927 había hecho un pequeño papel en la cinta muda Ei auta itku markkinoilla, en la cual también aparecían su marido y su hijo. Más adelante, en 1979, Saara Ranin volvió a actuar en la película de Matti Kassila Natalia. Sus papeles eran de reparto, en ocasiones sin aparecer en los títulos de crédito, como ocurrió en Paksunahka (1958). Quizás su actuación más destacada tuvo lugar en el clásico Komisario Palmun erehdys (1960). Otras de sus películas fueron Loviisa – Niskavuoren nuori emäntä (1946), Hilmanpäivät (1954), Ryysyrannan Joosepp (1955) y Syntipukki (1957).
Por su trayectoria artística, la actriz fue premiada en el año 1954 con la  Medalla Pro Finlandia.
Saara Ranin falleció en su casa de Helsinki en 1992, a los 94 años de edad.

## Filmografía
- 1927 : Ei auta itku markkinoilla
- 1946 : Loviisa – Niskavuoren nuori emäntä
- 1946 : "Minä elän"
- 1948 : Neljästoista vieras
- 1948 : Läpi usvan
- 1948 : Hormoonit valloillaan
- 1949 : Vain kaksi tuntia
- 1949 : Keittiökavaljeerit
- 1951 : Ylijäämänainen
- 1951 : Tytön huivi
- 1952 : Yhden yön hinta
- 1952 : Tervetuloa aamukahville
- 1952 : Kaikkien naisten monni
- 1953 : Senni ja Savon sulttaani
- 1953 : Saariston tyttö
- 1953 : Kuningas kulkureitten
- 1953 : Kolmiapila
- 1954 : Olemme kaikki syyllisiä
- 1954 : Laivaston monnit maissa
- 1954 : Hilmanpäivät
- 1955 : Säkkijärven polkka
- 1955 : Ryysyrannan Jooseppi
- 1955 : Rakas lurjus
- 1955 : Pastori Jussilainen
- 1955 : Neiti talonmies
- 1955 : Minä ja mieheni morsian
- 1957 : Syntipukki
- 1958 : Paksunahka
- 1958 : Autuas eversti
- 1958 : Asessorin naishuolet
- 1959 : Virtaset ja Lahtiset
- 1960 : Komisario Palmun erehdys
- 1960 : Isaskar Keturin ihmeelliset seikkailut
- 1961 : Pikku Pietarin piha
- 1979 : Natalia